# Surodinawan
Surodinawan is een bestuurslaag in het regentschap Mojokerto van de provincie Oost-Java, Indonesië. Surodinawan telt 6952 inwoners (volkstelling 2010).